# Colistin
Colistin eller polymyxin E er et antibiotikum, der produceres af visse stammer af Paenibacillus polymyxa var. colistinus. Colistin er en blanding af to cykliske polypeptider colistin A og B
Da colistin binder til de Gram-negative bakteriers lipopolysaccharid (LPS, også kaldet endotoxin), er det som antibiotikum effektivt mod de fleste Gram-negative baciller.
Colistin er en årtier gammel medicin, der faldt i unåde på grund af sin nefrotoksicitet. Det er fortsat et af de sidste forsvar over for multiresistente Pseudomonas aeruginosa, Klebsiella pneumoniae og Acinetobacter. NDM-1 metallo-beta-lactamase multidrug-resistente enterobakterier har også vist en modtagelighed over for colistin.
Colistin blev tidligere givet som intramuskulær injektion mod Gram-negative infektioner, men benyttes nu mest som aerosol ved cystisk fibrose.
Colistinresistens er blevet identificeret både i Europa, USA og Kina i Escherichia coli stamme SHP45, hvor resistensen er båret af et plasmid med mcr-1-genet. MRSA-bakteriestammer kan udvikle en ikke-genetisk multiresistens ved behandling med colistin.

## Eksterne links og henvisninger
1. ↑  Colistin: An overview. UpToDate 2016
2. ↑  Superbugs for dummies: Explaining the battle between bacteria and antibiotics. STAT 2016
3. ↑  "Ny type antibiotikaresistens lever i skjul. Københavns universitet. Nyheder 2015". Arkiveret fra originalen 15. februar 2015. Hentet 2. juni 2016.

- What will happen when antibiotics stop working? The Conversation 2016